# Chicho de Catanzaro

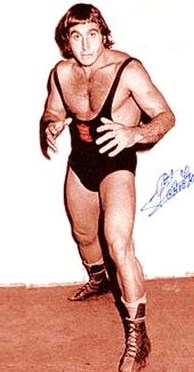
Lucio Giunti el luchador profesional que encarnó a Chicho

Chicho de Catanzaro es uno de los personajes luchadores de catch dentro de la franquicia del ciclo televisivo Titanes en el Ring, interpretado por el luchador profesional de ascendencia italiano Lucio Giunti. 

## El personaje
Chicho de Catanzaro comenzó a hacer sus primeras apariciones durante el ciclo de titanes en el Ring de 1983, acompañando a los mafiosos Long, Short y el Padrino. Entre ellos Chicho era presentado como el campeón de Catanzaro, ciudad de Calabria. Sin embargo, en la temporada sucesiva del ciclo en 1988, el personaje ingresaba a escena rodeado de su familia integrada por sus presuntas hijas y su tía o abuela en algunas versiones, la nona Angiulina, con un despliegue de músicos, que al subir al ring desplegaban con gran algarabía una tarantella.calabresa. Para este último ciclo del que participaría su creador Martín Karadagián, Chicho de Catanzaro solía cerrar el programa.
Si bien en los comienzos Chicho vestía un atuendo color negro, pronto pasó a usar los colores de la bandera de Italia en su atuendo de lucha. En combate no solía tener movimientos y golpes característicos como otros luchadores, aunque hacía gran uso de la improvisación y de la acrobacia. La nona solía alentarlo con el grito de "¡forza Chicho!" 
Chicho representaba con cada aparición un claro reflejo de las costumbres italianas impresas dentro de la sociedad argentina.
Chicho volvería a estar presente en el ciclo de 1997 aunque de manera más sutil, repitiendo su rol en Guerreros del Ring temporada 2009 y en "Los auténticos titanes", en este último caso, reuniendo Chicho a su propia troupe.

## Posibles fuentes de inspiración
El personaje pudo tener algún paralelismo dentro de la película La Nona, donde el actor Juan Carlos Altavista le daba vida a uno de los protagonistas llamado bajo en apodo de Chicho, un músico quien a su vez tenía una tía llamada Anyula, interpretada por Eva Franco. Pese a esto, Chicho de Catanzaro es un personaje que no guarda similitud en cuanto a características estéticas, historia o desempeño con su homónimo cinematográfico. 